# Алис Брејди
Алис Брејди (енгл. Alice Brady) је била америчка глумица, рођена 2. новембра 1892. године у Њујорку, а преминула 28. октобра 1939. године у Њујорку.

## Биографија
Рођена је као Мери Роуз Брејди 2. новембра 1892. године у Њујорку (САД). Отац јој се звао Вилијам А. Брејди који је радио као позоришни продуцент на Бродвеју. Од ране младости наступала је у позоришту, а од 1914. године и на филму. Алис је наступала у великом броју филмова, 79 током своје кратке каријере. Године 1916. наступила је у чак осам филмова.
Након појаве звучног филма, Алис Брејди је била једна од ретких глумица која је направила успешну транзицију у нови медиј, за што је могла захвалити свом позоришном искуству.
Године 1936. била је номинована за Оскара за најбољу споредну глумицу у филму Мој човек Годфри. Ипак награда је припала Гејл Сондергард. Годину касније, додијељен јој је Оскар за најбољу споредну глумицу у филму У старом Чикагу. Алис није била на свечаности, непознати човек је преузео награду уместо ње. После се установило да је у питању био варалица, али ни човек ни кип никада нису пронађени.
- La Vie de Bohême, 1916
- Miss Petticoats, 1916
- Bought and Paid For, 1916
- The Gilded Cage, 1916
- The Hungry Heart, 1917
- The Dancer's Peril, 1917
- A Self-Made Widow, 1917
- Her Silent Sacrifice, 1917
- Woman and Wife, 1918
- Woman and Wife, 1918
- The Whirlpool, 1919
- The World To Live In, 1919

## Смрт
Умрла од рака 28. октобра 1939. године у свом родном Њујорку, пет дана пре свог 47. рођендана.